# Parapediasia
Parapediasia é um gênero de mariposa pertencente à família Crambidae.